# Mandriladora

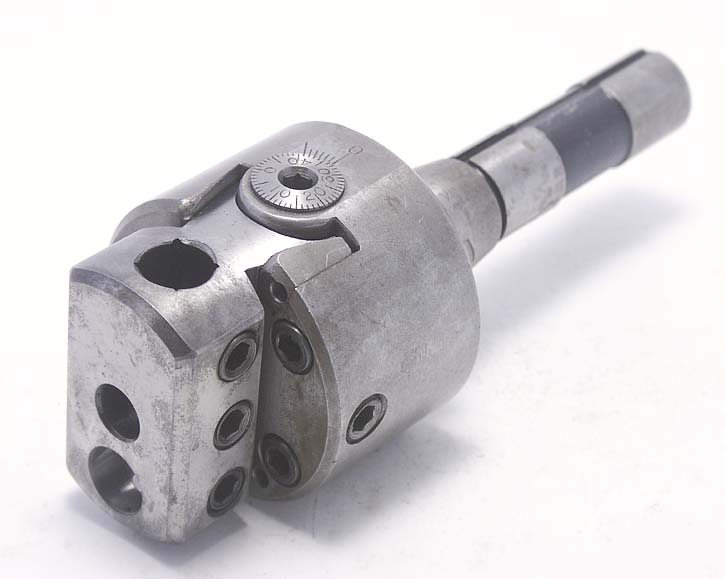
Portaherramientas de mandrinar.

Se denomina mandriladora o mandrinadora a una máquina herramienta que se utiliza para el mecanizado de agujeros de piezas cúbicas que deben  tener una tolerancia muy estrecha y una calidad de mecanizado buena.
Este tipo de máquinas está compuesto por una bancada donde hay una mesa giratoria para fijar las piezas que se van a mecanizar, y una columna vertical por la que se desplaza el cabezal motorizado que hace girar al husillo portaherramientas donde se sujetan las barrinas de mandrinar.
Cuando se mandrinan piezas cúbicas, éstas se fijan en la mesa de trabajo de la máquina, y lo que gira es la herramienta de mandrinar sujeta al husillo de la máquina, y donde se le imprime la velocidad adecuada de acuerdo con las características del material constituyente de la herramienta y el avance axial adecuado.
En las mandrinadoras y centros de mecanizado, es necesario seleccionar en forma adecuada las herramientas, pues debido al alto coste que tiene el tiempo de mecanizado, estos se deben realizar en el menor tiempo posible y en condiciones de precisión y calidad. 
La selección se hace sobre la base de ciertos criterios. Por ejemplo, según los diseños y limitaciones de la pieza (tamaño, tolerancia, tendencia a vibraciones, sistemas de sujeción, acabado superficial, etc) o según el tipo de operaciones de mandrinado a realizar (exteriores o interiores, ranurados, desbaste, acabados, etc.). También puede considerarse la estabilidad y las condiciones del mecanizado (corte intermitente, forma y estado de la pieza, potencia y accionamiento de la máquina, etc.), la disponibilidad y selección del tipo de máquina (mecanizado automático, piezas a mecanizar, calidad y cantidad del refrigerante, etc. o de las herramientas (calidad de las herramientas, sistema de sujeción o servicio técnico, entre otros). 
Otros factores a tener en cuenta es el material de la pieza (dureza, estado, resistencia, maquinabilidad, barra, fundición, forja, mecanizado en seco o con refrigerante, etc.), o los aspectos económicos del mecanizado (optimización del mecanizado, duración de la herramienta, precio de la herramienta, precio del tiempo de mecanizado, etc.)